# Mount Pengelly
Mount Pengelly är ett berg i Kanada.   Det ligger i provinsen Alberta, i den södra delen av landet, 2 900 km väster om huvudstaden Ottawa. Toppen på Mount Pengelly är 2 586 meter över havet.
Terrängen runt Mount Pengelly är huvudsakligen kuperad. Mount Pengelly ligger uppe på en höjd som går i nord-sydlig riktning.Trakten runt Mount Pengelly är nära nog obefolkad, med mindre än två invånare per kvadratkilometer.. Närmaste större samhälle är Bellevue, 19,2 km nordost om Mount Pengelly.
Trakten runt Mount Pengelly består i huvudsak av gräsmarker.